# كريستيان هيريرا (لاعب كرة قدم)
كريستيان هيريرا (بالإسبانية: Christian Herrera)‏ (20 أبريل 1997 في الولايات المتحدة - ) هو لاعب كرة قدم مكسيكي في مركز حراسة المرمى.

## وصلات خارجية
- كريستيان هيريرا (لاعب كرة قدم) على موقع قاعدة بيانات كرة القدم.إي يو (الإنجليزية)
- كريستيان هيريرا (لاعب كرة قدم) على موقع Soccerway.com (الإنجليزية)